# Catedral de Nuestra Señora Auxiliadora y San Pedro de Alcántara (Shrewsbury)
La catedral de Nuestra Señora Auxiliadora y San Pedro de Alcántara (en inglés: Cathedral Church of Our Lady Help of Christians and Saint Peter of Alcantara) comúnmente conocida como la catedral de Shrewsbury, es una catedral católica en Shrewsbury, Inglaterra en el Reino Unido. Es la sede episcopal de la diócesis de Shrewsbury, que cubre los condados históricos de Shropshire y Cheshire.
La construcción de la catedral fue encargada originalmente por John Talbot, 16.º conde de Shrewsbury, y el arquitecto previsto fue Augustus Pugin, pero los dos hombres murieron en 1852 antes de que el trabajo comenzara. El sobrino que lo sucedió, el 17.º conde, Bertram Talbot, ofreció financiar la construcción de la catedral en la que se basa la nueva diócesis de Shrewsbury. El diseño de la catedral fue tomado por Edward Pugin (el hijo de Augustus). En 1856 la catedral fue terminada e inaugurada por el cardenal Wiseman. El 30 de octubre de 1956, una misa se realizó en la catedral para conmemorar su centenario.